# Cinco Naciones M21 1998
El Cinco Naciones M21 de 1998 fue la sexta edición del torneo de rugby para menores de 21 años.

## Equipos participantes
- Selección juvenil de rugby de Escocia (Escocia M21)
- Selección juvenil de rugby de Francia (Francia M21)
- Selección juvenil de rugby de Gales (Gales M21)
- Selección juvenil de rugby de Inglaterra (Inglaterra M21)
- Selección juvenil de rugby de Irlanda (Irlanda M21)

## Posiciones
| Pos. | Equipo     | Encuentros | Encuentros | Encuentros | Encuentros | Tantos  | Tantos    | Tantos     | Puntos Totales |
| Pos. | Equipo     | jugados    | ganados    | empatados  | perdidos   | a favor | en contra | diferencia | Puntos Totales |
| ---- | ---------- | ---------- | ---------- | ---------- | ---------- | ------- | --------- | ---------- | -------------- |
| 1    | Inglaterra | 4          | 4          | 0          | 0          | 134     | 68        | +66        | 8              |
| 2    | Francia    | 4          | 2          | 0          | 2          | 76      | 67        | +9         | 4              |
| 3    | Irlanda    | 4          | 2          | 0          | 2          | 108     | 108       | 0          | 4              |
| 4    | Gales      | 4          | 1          | 0          | 3          | 49      | 86        | -37        | 2              |
| 5    | Escocia    | 4          | 1          | 0          | 3          | 42      | 80        | -38        | 2              |

Nota: Se otorgan 2 puntos al equipo que gane un partido, 1 al que empate y 0 al que pierda

## Resultados

### Desarrollo
| 6 de febrero | Irlanda | 23 - 7 | Escocia |  |  |

| 6 de febrero | Francia | 15 - 16 | Inglaterra |  |  |

| 20 de febrero | Inglaterra | 46 - 7 | Gales |  |  |

| 20 de febrero | Escocia | 9 - 22 | Francia |  |  |

| 6 de marzo | Francia | 36 - 28 | Irlanda |  |  |

| 6 de marzo | Gales | 3 - 10 | Escocia |  |  |

| 2O de marzo | Irlanda | 27 - 25 | Gales |  |  |

| 2O de marzo | Escocia | 16 - 32 | Inglaterra |  |  |

| 3 de abril | Inglaterra | 40 - 30 | Irlanda |  |  |

| 3 de abril | Gales | 14 - 3 | Francia |  |  |

| Bandera de Inglaterra |
| Campeón Inglaterra    |
| Primer título         |